# Andy Street
Andrew John Street CBE (sinh ngày 11 tháng 6 năm 1963) là một doanh nhân và chính khách người Anh từng là giám đốc điều hành của John Lewis từ năm 2007 đến năm 2016, khi ông từ chức để tranh cử Thị trưởng West Midlands. Street đã thắng trong cuộc bầu cử thị trưởng tháng 5 năm 2017, đánh bại Siôn Simon với 50,4% phiếu bầu. Ông là thị trưởng tàu điện ngầm được bầu trực tiếp đồng tính đầu tiên của Anh.

## Đầu đời
Sinh ra ở Banbury, Oxfordshire, Street chuyển đến Birmingham với cha mẹ, cả hai đều là nhà khoa học, khi ông mười tháng tuổi, lớn lên ở Northfield và Solihull. Ông đã theo học trường trẻ sơ sinh Green Meadow, trường trung học cơ sở Langley và trường King Edward ở Edgbaston. Ông học Chính trị học, Triết học và Kinh tế học tại Cao đẳng Keble, Oxford, nơi ông là Chủ tịch Hiệp hội Bảo thủ Đại học Oxford trong nhiệm kỳ Trinity năm 1984.

## Đời tư
Trong hơn 20 năm kể từ những ngày còn đi học, Street đã tham gia vào các Trại phiêu lưu từ thiện Birmingham Young Volunteers (BYV), đưa những trẻ em kém may mắn được Dịch vụ Xã hội Birmingham đề cử đến Wales để tham gia các trại mạo hiểm.  Street là cổ động viên của Aston Villa F.C. và chạy nửa marathon. Ông là Phó Chủ tịch của Tổ chức Biểu diễn Birmingham Limited, chịu trách nhiệm điều hành Symphony và Town Halls của thành phố.
Street là người đồng tính công khai. Ông là bạn thân của nghị sĩ Đảng Bảo thủ Michael Fabricant.